# 佐藤正 (衆議院議員)

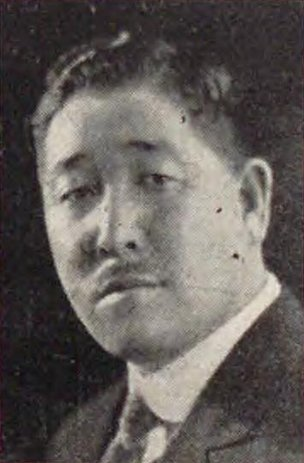
佐藤正

佐藤 正（さとう まさし、1884年（明治17年）9月8日 - 1951年（昭和26年）1月12日）は、日本の衆議院議員（立憲民政党）、拓務参与官。教育者。実業家。

## 経歴
宮城県仙台市出身。1909年（明治42年）に早稲田大学哲学科を卒業し、翌年に同研究科を修了した。鉄道院総裁官房嘱託を経て、1912年（大正元年）から東北帝国大学講師や宮城県立工業学校講師を務め、1915年（大正4年）に早稲田大学学長秘書に転じ、1920年（大正9年）からは教育新聞社社長となり、さらに日本社会教育協会専務理事を務めた。
1928年（昭和3年）、第16回衆議院議員総選挙に出馬し当選。第19回に至るまで4回連続当選を果たした。その間、岡田内閣で拓務参与官を務めた。
その後、海外教育協会常務理事、日本特殊繊維株式会社社長、南洋特殊繊維株式会社社長、ボルネオ殖産株式会社社長を務めた。

## 著書
- 『人物監督之研究』（1910年、求光閣）
- 『日本人長所短所論』（1913年、東亜堂書房）
- 『オイケンの宗教思想』（1914年、アカギ叢書）
- 『近世社会運動』（1914年、アカギ叢書）